# Paul Nicolas Édouard Peltzer
Paul Nicolas Édouard Peltzer (* 21. Oktober 1829 in Verviers; † 15. Mai 1903 ebenda) war ein belgischer Tuchfabrikant und Politiker.

## Leben und Wirken

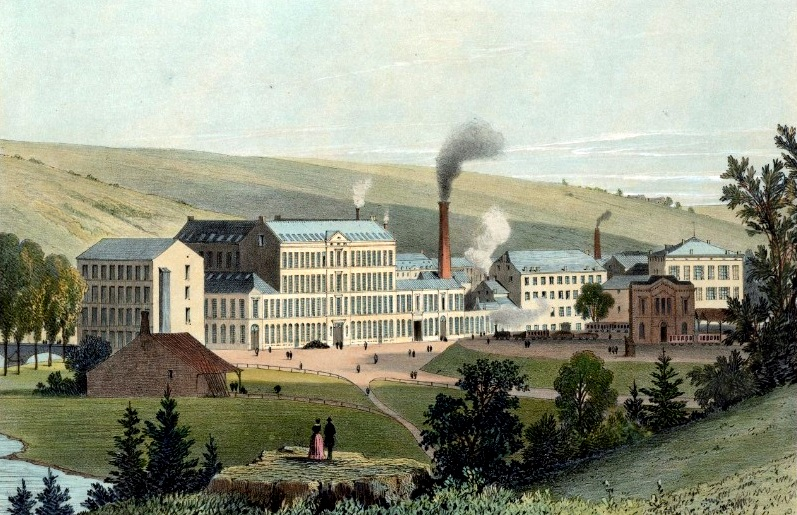
Tuchfabrik Peltzer in Verviers, vor 1890
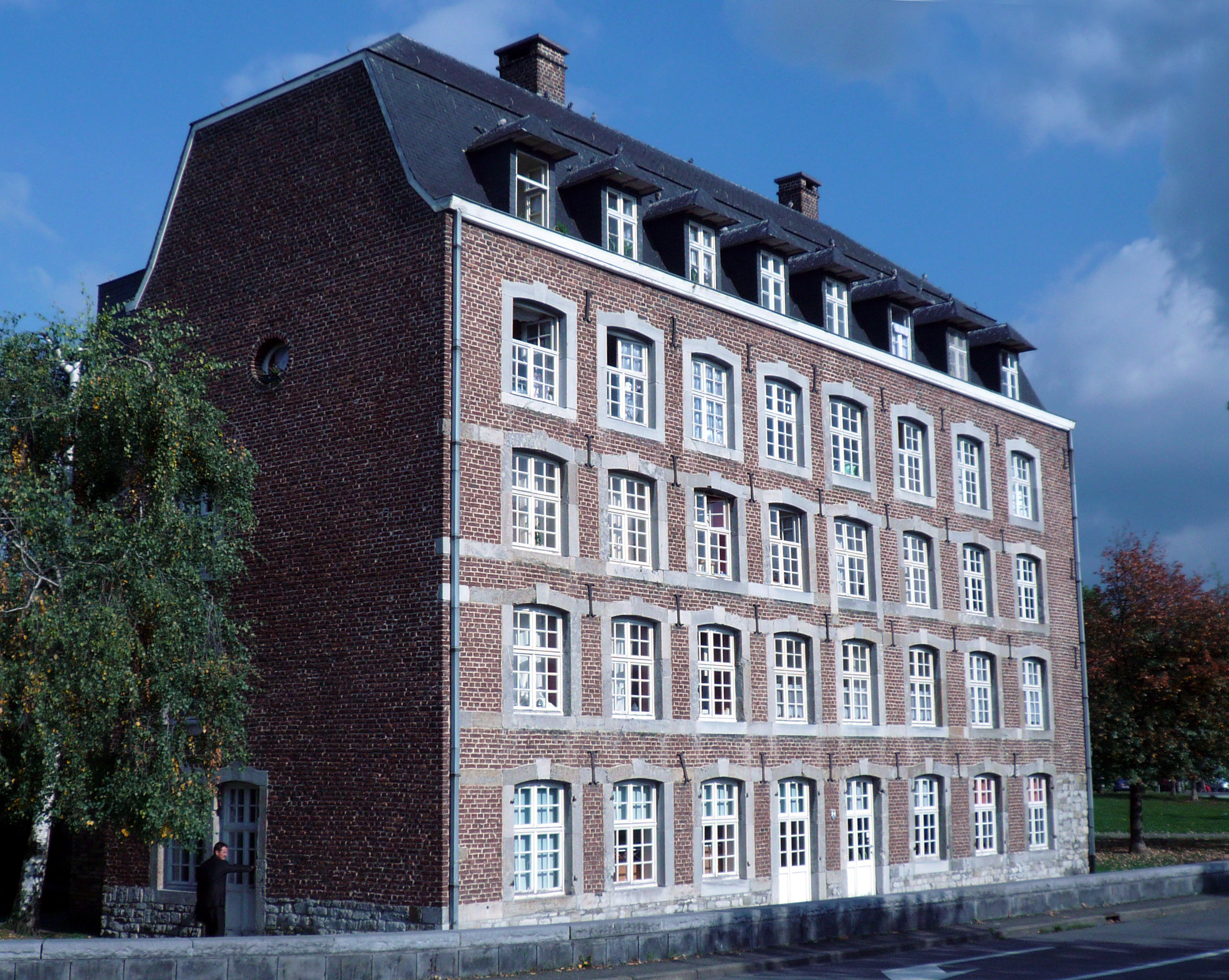
Tuchmanufaktur Peltzer, Verviers (2005)

Édouard Peltzer war der Sohn des Tuchfabrikanten Henri Édouard Peltzer (1797–1866) und der Johannetta Philippine Emma Manskopf (1805–1890) sowie Bruder von Guillaume Auguste Peltzer. 
Nach entsprechender Fachausbildung und dem Tod seines Vaters im Jahr 1866 erbte Édouard Peltzer zusammen mit seinem Bruder Auguste die väterliche „Tuchfabrik Peltzer“, vormals „Lieutenant & Peltzer“. Die auf die Herstellung von Wollstoffen und Leder spezialisierte Fabrik hatte bereits sein Großvater Johann Heinrich Peltzer (1763–1809), der aus der Stolberger Linie der protestantischen Kupfermeisterfamilie Peltzer abstammte, in Verviers gegründet und wurde nunmehr als „Peltzer & Fils“ weitergeführt. Édouards ältester Bruder, Philippe Henri Peltzer (1828–1902), konzentrierte sich dagegen auf die Filialen und den Großhandel im Ausland, vor allem in Buenos Aires und in Brüssel.
Édouard Peltzer war als Gesellschafter in dem Vervierser Unternehmen zuständig für die Werke Gérardchamps in Verviers und Renoupré bei Andrimont sowie für die Werke „Peltzer & Fils“ und „Peltzer & Cie.“ in Eupen, ferner für die 1885 gegründete neue Filiale „Peltzer & Fils“ in Tschenstochau (Polen; zu jener Zeit Russland). Nach dem Tod seines Bruders Auguste im Jahr 1893 stiegen zunächst dessen vier Söhne Paul, Georges, Auguste und René als Mitgesellschafter in das Gesamtunternehmen ein und nach Édouards eigenem Ableben im Jahr 1903 übernahm sein Sohn Édouard Peltzer die väterlichen Anteile. Dieser wandelte die Firma im Jahr 1931 in eine Aktiengesellschaft nach belgischem Recht (Société Anonyme / S.A.) um, die 1965 von der Firma Iwan Simonis mit dem Schwerpunkt exklusive Bettwäsche und kostbare Billardtuche übernommen wurde.
Neben seinen beruflichen Verpflichtungen übernahm Peltzer auch die Aufgaben eines Vorstandsmitglieds in mehreren Gesellschaften ein, darunter in der Straßenbahngesellschaft von Verviers („Compagnie des Tramway de Verviers“), als Präsident in der Vervierser Gesellschaft für den Bau von Arbeiterwohnungen („Société vervîtreoise pour la Construction des Residences de Workers“) und in der Verwaltungskommission der zivilen Hospize und Waisenhäuser sowie im Konsistorium der protestantischen Gemeinschaft.
Darüber hinaus stieg er aktiv in die Politik ein und wurde bei den Kommunalwahlen 1858 und 1860 in den Vervierser Stadtrat gewählt. Schließlich saß er von 1876 bis 1886 für die 1846 gegründete Liberale Partei Belgiens (Parti libéral, diese ging 1961 in das Mouvement Réformateur über) im Provinzialrat der Provinz Lüttich. Zwischenzeitlich war er von 1869 bis 1870 und erneut von 1872 bis zu seinem Tod im Jahr 1903, Mitglied im „Committee der Liberal Association“, zu deren Ehrenvorsitzenden er 1898 ernannt worden war.
Edouard Peltzer war verheiratet mit Mathilde Simons (1839–1901), die ihm mehrere Kinder gebar, darunter die Tochter Emma Mathilde (1858–1935), die den Tuchindustriellen Paul von Andreae heiratete, die Tochter Olga Zanders geb. Peltzer, die sich mit dem Papierfabrikanten Hans Wilhelm Zanders vermählte und den bereits oben erwähnten Sohn Édouard Peltzer.